# Arnold le magnifique
Pour plus de détails, voir Fiche technique et Distribution.
Arnold le magnifique (Pumping Iron) est un documentaire sportif réalisé par George Butler et Robert Fiore, sorti en 1977. Le film s'intéresse particulièrement au milieu du culturisme professionnel des États-Unis. Véritable phénomène et première médiatisation  de ce sport, ce film a eu un grand impact sur le culturisme et ses pratiquants.
Du Gold Gym de Venice Beach en Californie jusqu'à Pretoria, des culturistes amateurs et professionnels se préparent pour le concours de Mr. Olympia et Mr. Univers de 1975. Le réalisateur met en avant les concurrences entre Mike Katz et Ken Waller pour le titre de Mr. Univers, de même que les séances d'entraînement de Franco Columbu et Arnold Schwarzenegger, ce dernier défend son titre de Mr. Olympia pour la 6e fois contre Serge Nubret et le jeune Lou Ferrigno.

## Synopsis
En 1975, les culturistes se préparent pour la prochaine compétition amateur Mr. Universe et la compétition professionnelle Mr. Olympia à Pretoria, en Afrique du Sud. La première partie du film documente la vie de Mike Katz, un espoir pour le titre de M. Univers. Katz a été victime d'intimidation dans sa jeunesse parce qu'il était juif et qu'il portait des lunettes, ce qui l'a incité à devenir joueur de football professionnel ; lorsque sa carrière avec les Jets de New York s'est terminée par une blessure à la jambe, il est devenu culturiste. Son équilibre psychologique est perturbé par une farce de son compatriote Ken Waller, qui vole le maillot porte-bonheur de Katz avant la compétition. Waller remporte M. Univers et Katz arrive quatrième. Retenant ses larmes, Katz évalue joyeusement la situation avant d'appeler chez lui pour vérifier si sa femme et ses enfants vont bien. Il félicite ensuite Waller.
Le film se concentre ensuite sur la rivalité entre Arnold Schwarzenegger et Lou Ferrigno, deux culturistes professionnels en compétition pour le titre de M. Olympia. Schwarzenegger a remporté le titre de M. Olympia pendant cinq années consécutives après une carrière de dix ans dans le culturisme et envisage de prendre sa retraite après une compétition finale. Ferrigno, qui, avec sa taille de 1,96 m et un poids de 125 kg, est le plus grand culturiste à ce jour et est déterminé à être l'homme qui détrônera enfin Schwarzenegger. Le film met en contraste la personnalité, l'environnement familial et le style d'entraînement de chaque homme : Schwarzenegger est extraverti, agressif et s'entraîne avec d'autres culturistes au Gold's Gym et à Muscle Beach, tandis que Ferrigno, calme et réservé - devenu partiellement sourd après une otite dans son enfance - s'entraîne avec son père dans une salle de sport privée et faiblement éclairée au sous-sol. Tandis que Ferrigno s'entoure de sa famille, Schwarzenegger est accompagné partout où il va par d'autres culturistes, de journalistes et de belles femmes.
Entre interviews et démonstrations d'entraînement avec Ferrigno et Schwarzenegger, ce dernier explique les concepts de base du culturisme. Bien qu'il souligne l'importance du physique dans la musculation, Schwarzenegger souligne également les aspects psychologiques de la compétition, attribuant ses nombreuses victoires à son utilisation de la guerre psychologique. Le film examine brièvement le partenaire d'entraînement de Schwarzenegger, Franco Columbu, l'un des favoris pour remporter la division des moins de 90 kilos à M. Olympia. Ancien boxeur du petit village d'Ollolai, en Sardaigne, Columbu rentre chez lui pour célébrer un dîner traditionnel avec sa famille, qui adhère toujours aux valeurs du vieux monde et est sceptique quant à l'agressivité manifeste de la boxe et du culturisme. Néanmoins, Columbu impressionne sa famille avec une démonstration de force en soulevant l'arrière d'une voiture et en l'inclinant pour qu'elle puisse échapper à une place de stationnement étroite.
En Afrique du Sud, Schwarzenegger mène sa guerre psychologique contre Ferrigno, se liant d'amitié avec celui-ci, puis l'insultant subtilement au petit-déjeuner avec la famille de ce dernier. Schwarzenegger assiste plus tard au jugement de la classe des moins de 90 kilos pour déterminer qui sera son concurrent pour le titre général de M. Olympia, dénigrant en plaisantant Columbu. L'apparition d'Ed Corney stupéfie Schwarzenegger, qui fait l'éloge d'un autre culturiste pour la seule fois dans le film, admirant ouvertement le physique de Corney et ses prouesses en matière de pose. Columbu se classe premier et il affronte le vainqueur de la catégorie des plus de 90 kilos.
Schwarzenegger, Ferrigno et Serge Nubret se préparent à monter sur scène et à concourir pour la catégorie des plus de 90 kilos. Dans les vestiaires, Schwarzenegger se livre à une intimidation de dernière minute de Ferrigno, qui est visiblement secoué sur scène et finit par se classer troisième derrière Nubret et Schwarzenegger, déclaré vainqueur. Schwarzenegger et Columbu s'engagent dans une bataille pour le titre de M. Olympia. Schwarzenegger utilise sa présence sur scène et ses regards intimidants pour déconcerter Columbu et est déclaré M. Olympia. Dans un discours d'après-victoire, il annonce sa retraite officielle du culturisme professionnel. Plus tard, lors d'un after-party pour les concurrents, Schwarzenegger célèbre sa victoire en fumant de la marijuana et en mangeant du poulet frit. La compétition terminée, il souhaite un joyeux anniversaire à Ferrigno et amène les autres concurrents à chanter "Happy Birthday to You" alors qu'un gâteau est révélé. Le film se termine avec Schwarzenegger, Ferrigno et les parents de celui-ci se rendant ensemble à l'aéroport, Schwarzenegger disant qu'il rentre chez lui en Autriche pour célébrer avec sa famille.

## Fiche technique
- Titre : Arnold le magnifique
- Titre original : Pumping Iron
- Sociétés de distribution : Lugo Films (France)[1]
- Pays d'origine :  États-Unis
- Dates de sortie : 
  - États-Unis : 18 janvier 1977
  - France : 29 juin 1977[2]

## Distribution
- Arnold Schwarzenegger (VF : Claude Giraud) : lui-même
- Ken Waller : lui-même
- Franco Columbu : lui-même
- Mickaël Nivet : l'entraîneur d'Arnold
- Lou Ferrigno : lui-même
- Nicolas Phillips : culturiste français